# Attentati a Benito Mussolini
Gli attentati a Benito Mussolini furono almeno sei; Mussolini sopravvisse a tutti i tentativi di ucciderlo mentre era a capo del Governo italiano durante il regime fascista, che governò l'Italia tra gli anni 1920 e 1940.

## Tito Zaniboni

Il balcone dell'albergo Dragoni di Roma dal quale Tito Zaniboni avrebbe potuto e voluto mettere sotto tiro Mussolini quando si fosse affacciato da Palazzo Chigi

Il primo attentato fu ideato il 4 novembre 1925 dal deputato social-unitario Tito Zaniboni e dal generale Luigi Capello. Zaniboni avrebbe dovuto far fuoco con un fucile di precisione austriaco, uno Steyr-Mannlicher M1895, da una finestra dell'albergo Dragoni, fronteggiante il balcone di Palazzo Chigi dal quale il Duce si sarebbe affacciato per celebrare l'Anniversario della vittoria, ma le forze di polizia guidate dal questore Giuseppe Dosi, grazie ad una soffiata di una persona vicina a Zaniboni, lo arrestarono prima che potesse agire, sventando la minaccia.

## Violet Gibson
Il 7 aprile 1926 Violet Gibson, una donna irlandese squilibrata, sparò un colpo di pistola verso Mussolini. Il Duce si salvò solo perché in quel momento stava compiendo un saluto romano che lo portò ad arretrare la testa, rimanendo con solo una lieve ferita al naso. Successivamente la famiglia della Gibson, temendo per il proprio futuro, spedì una lettera di scuse al governo italiano, congratulandosi con Mussolini per essere sopravvissuto all'attentato. 

## Gino Lucetti
L'11 settembre 1926 l'anarchico Gino Lucetti lanciò un ordigno esplosivo contro l'auto del capo del Governo. La bomba rimbalzò contro lo sportello della vettura ed esplose in strada, ferendo otto persone. Lucetti fu immediatamente immobilizzato da un passante, tale Ettore Perondi, e poi raggiunto dalla polizia. Dalla perquisizione subito effettuata, Lucetti fu trovato armato anche di una pistola caricata a proiettili dum-dum. Fu condannato a trent'anni di carcere.

## Anteo Zamboni
La sera del 31 ottobre 1926, durante la commemorazione della marcia su Roma a Bologna, il quindicenne Anteo Zamboni esplose un colpo di pistola verso il capo del Governo, bucandogli la giacca e sfiorandogli il petto. Bloccato dal tenente del 56º fanteria Carlo Alberto Pasolini, padre dello scrittore e regista Pier Paolo, Zamboni fu linciato ed ucciso sul posto con numerose coltellate dalle camicie nere.
Secondo alcune ricostruzioni, l'attentato sarebbe stato, in questo caso, il risultato di una cospirazione maturata all'interno degli ambienti fascisti avversi alla normalizzazione inaugurata da Mussolini, contrario a ulteriori eccessi rivoluzionari e al potere eccessivo delle formazioni squadriste. Secondo tali ipotesi, il colpo di pistola in realtà non sarebbe neppure stato sparato da Zamboni, che sarebbe stato una vittima delle circostanze.
Le indagini di polizia si svolsero inizialmente negli ambienti squadristi bolognesi, ipotizzando in un primo tempo un coinvolgimento di ras locali come Roberto Farinacci, Arconovaldo Bonacorsi e, secondo un'altra ipotesi, Leandro Arpinati, ma non portarono ad alcun risultati, dato che le autorità imposero di non indagare ulteriormente, viste le gravi ripercussioni che la notizia di dissapori interni al fascismo avrebbe avuto sull'opinione pubblica. A quel punto si concluse ufficialmente che l'attentato non poteva che essere opera di un elemento isolato. Un'ulteriore indagine sollecitata dal Ministero dell'Interno fu svolta ancora dai magistrati del Tribunale Speciale, ma anch'essa approdò alle medesime conclusioni conseguite dalla polizia.
I procedimenti penali successivi condannarono a pene detentive il padre e la zia dell'attentatore per aver influenzato il giovane nelle sue scelte; poco tempo dopo il Duce decise di graziare i due condannati e di sovvenzionarne il fratello, che si trovava in difficoltà economiche.

## Gli ultimi attentati
Mussolini scampò ad altri tre attentati, nel 1931 e nel 1932, ad opera degli anarchici Michele Schirru e Angelo Pellegrino Sbardellotto e del repubblicano Domenico Bovone, che furono condannati a morte e giustiziati per aver complottato contro il capo del Governo.